# International Paper

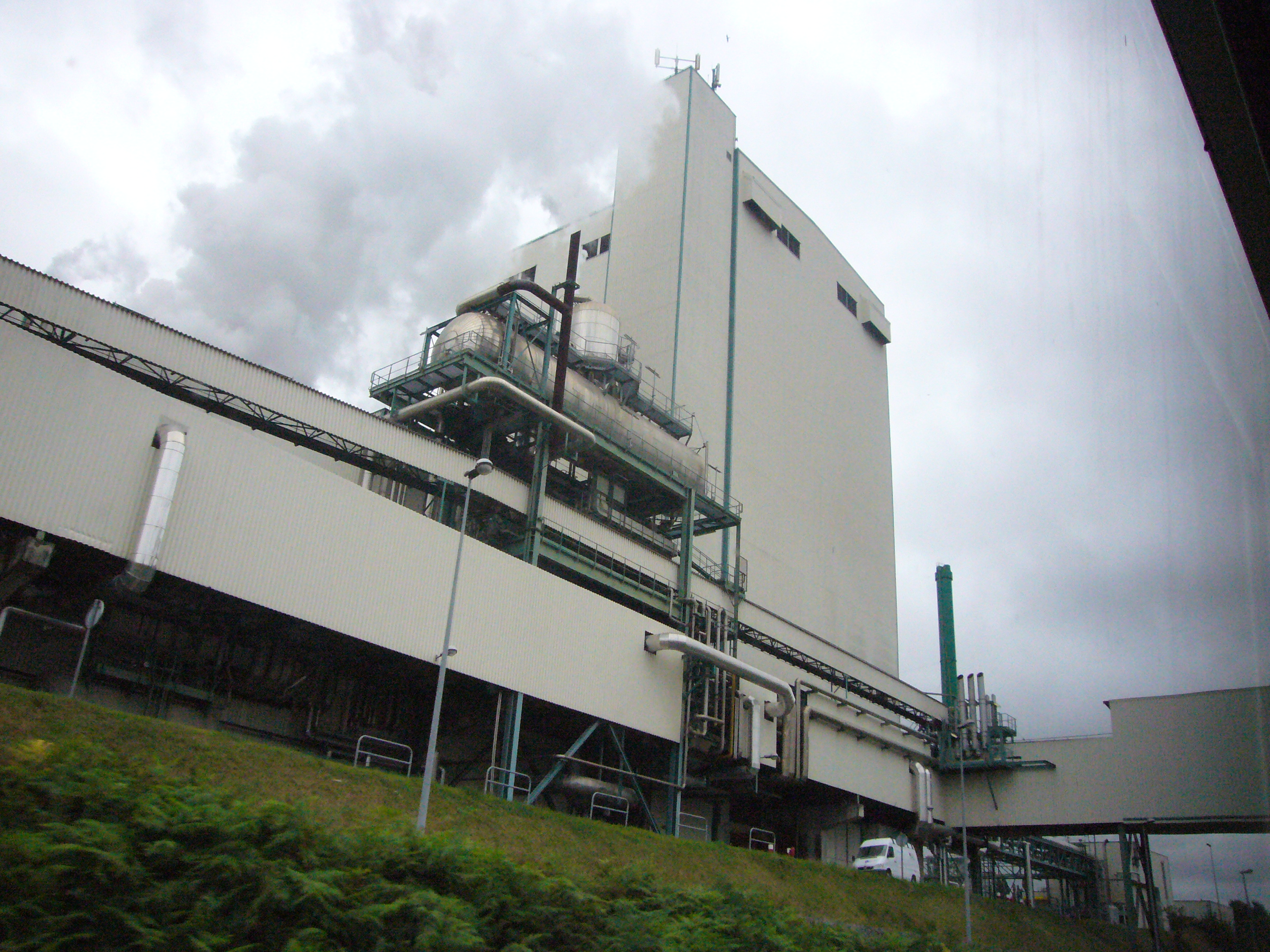
L'usine de Saillat rachetée en 2021 par Sylvamo.

International Paper est une entreprise papetière américaine fondée en 1898 à Corinth, NY. C'est le premier groupe mondial dans le domaine de la production de papier, employant 58 000 personnes. Son dirigeant est Marc Sutton.

## Histoire
La société est fondée le 31 janvier 1898 à Corinth, NY, par la fusion de dix-huit usines de pâte à papier du nord-est des États-Unis.
En 1981, elle se sépare de sa filiale au Canada, Canadian International Paper Company qui sera intégré par la suite à AbitibiBowater.
En avril 2006, International Paper vend le foncier de 85 % de ses forêts, représentant 5,1 millions d'acres de forêts, pour 6,1 milliards de dollars à Resource Management Service et TimberStar.
En juin 2006, International Paper vend ses activités de papier couché, qui emploie 3 000 personnes à Leon Black's Apollo Management pour 1,4 milliard de dollars.
En mars 2008, Weyerhaeuser vend ses activités d'emballages, qui comprend 14 300 employés, à International Paper pour six milliards de dollars.
En 2012, International Paper rachète Temple-Inland pour 3,7 milliards de dollars, Temple Inland était la troisième plus grande entreprise papetière aux États-Unis et la quinzième dans le monde.
En mai 2016, International Paper annonce l'acquisition pour 2,2 milliards de dollars de l'activité papetière de Weyerhaeuser, à la suite de l'acquisition par ce dernier de Plum Creek Timber.

## Principaux actionnaires
Au 14 décembre 2019:
| Capital Research & Management | 12,6% |
| The Vanguard Group            | 9,92% |
| SSgA Funds Management         | 6,40% |
| Wellington Management         | 5,60% |
| T. Rowe Price Associates      | 3,84% |
| Invesco Advisers              | 3,10% |
| BlackRock Fund Advisors       | 2,57% |
| Paulson & Co                  | 2,55% |
| NWQ Investment Management     | 2,43% |
| Franklin Mutual Advisers      | 2,36% |

## Présence
L'entreprise possède six sites de production en France : Baillif (Guadeloupe), Mortagne-au-Perche (Orne), Chalon-sur-Saône (Saône-et-Loire), Espaly-Saint-Marcel (Haute-Loire), Saint-Amand (Manche) et Cabourg (Calvados).